# Щучье (Заводоуковский район)
Щу́чье — деревня в Заводоуковском городском округе Тюменской области России.

## География
Деревня находится в южной части Тюменской области, в лесостепной зоне, в пределах Западно-Сибирской равнины, на северном берегу озера Щучьего, на расстоянии примерно 14 км (по прямой) к северо-востоку от города Заводоуковск, административного центра округа.
Климат
Климат резко континентальный с суровой холодной зимой и коротким жарким летом. Средняя температура воздуха самого тёплого месяца (июля) составляет 17,7 °C (абсолютный максимум — 40 °C); самого холодного (января) — −18,2 °C (абсолютный минимум — −52 °C). Продолжительность безморозного периода около 109 дней. Среднегодовое количество атмосферных осадков составляет 478 мм, из которых 342 мм выпадает в период с мая по октябрь.
Часовой пояс
Деревня Щучье, как и вся Тюменская область, находится в часовой зоне МСК+2. Смещение применяемого времени относительно UTC составляет +5:00.

## Население
| 2010 |
| ---- |
| 533  |

Половой состав
По данным Всероссийской переписи населения 2010 года в половой структуре населения мужчины составляли 24 %, женщины — соответственно 76 %.
Национальный состав
Согласно результатам переписи 2002 года, в национальной структуре населения русские составляли 89 % из 548 чел.